# Каменски окръг
Каменски окръг (на полски: Powiat kamieński) е окръг в Северозападна Полша, Западнопоморско войводство. Заема площ от 1003,44 км2. Административен център е град Камен Поморски.

## География
Окръгът се намира в историческия регион Померания. Разположен е в северозападната част на войводството.

## Население
Населението на окръга възлиза на 48 391 души (2012 г.). Гъстотата е 48 души/км2.

## Административно деление
Административно окръгът е разделен на 6 общини.
Градско-Селски общини:
- Община Дживнов
- Община Голчево
- Община Камен Поморски
- Община Мендзиздрое
- Община Волин

Селска община:
- Община Швежно

## Фотогалерия
- Дживнов
- Голчево
- Камен Поморски
- Мендзиздрое
- Волин